# Лукијан Антиохијски
Свети Лукијан Антиохијски је хришћански светитељ и мученик из 4. века.

## Биографија
Рођен је у граду Самосату у Сирији. У својој двадесетој години је остао сироче, и сво имање је разделио сиромасима. Након тога се преселио у град Едесу где је упознао исповедника Макарија и по његовом узору се посвето испосничком животу.
Као млад рукоположен је за свештеничког у Антиохији. Ту је осново богословску школу. 
Када је цар Максимијан Галерије чуо за његово деловање наредио је да га пронађу и доведу у Никомидију, где је мучен до смрти.